# Chu Kính
Chu Kính (chữ Hán: 朱桱; 11 tháng 10 năm 1386 – 8 tháng 9 năm 1415), được biết đến với tước hiệu Đường Định vương (唐定王), là hoàng tử của Minh Thái Tổ Chu Nguyên Chương, hoàng đế đầu tiên của nhà Minh.

## Cuộc đời
Chu Kính sinh năm Hồng Vũ thứ 19 (1386), là hoàng tử thứ 23 của Minh Thái Tổ, mẹ là Lý Hiền phi (李贤妃), không rõ lai lịch. Năm Hồng Vũ thứ 24 (1391), Chu Kính được phong làm Đường vương (唐王), đến năm Vĩnh Lạc thứ 6 (1408) thì chuyển đến thái ấp ở Nam Dương. Vĩnh Lạc năm thứ 13 (1415), ông qua đời ở tuổi 30, thụy là Định (定).
Năm 1644, Minh Tư Tông Sùng Trinh tự vẫn khi quân của Lý Tự Thành chiếm được Bắc Kinh, Chu Do Tung đăng cơ lập ra nhà Nam Minh nhưng chỉ một năm sau thì bị bắt giết, hai anh em Chu Duật Kiện và Chu Duật Việt là cháu 8 đời của Đường vương Chu Kính cũng lần lượt kế vị làm vua nhưng thời gian tại vị vỏn vẹn chỉ một năm.

## Gia quyến
Đường Vương phi Ngô thị (吴氏), chánh thất của Chu Kính, là con gái của Kiềm Quốc công Ngô Phục.
Chu Kính có 4 con trai và ít nhất một con gái, là Hà Nội Quận chúa (河内郡主) do thứ thiếp Tôn thị hạ sinh. Dưới thời Cảnh Thái, cháu nội là Chi Thành xin phong tước Phu nhân cho Tôn thị, được chuẩn y.
1. Chu Quỳnh Yên (朱瓊煙), chết yểu.
2. Chu Quỳnh Kinh (朱瓊烴; 1406 – 1426), mẹ là Ngô Vương phi, tập tước Đường Tĩnh vương (唐靖王), qua đời không con.
3. Chu Quỳnh Xiển (朱瓊燀; 1411 – 1436), anh/em cùng mẹ với Hà Nội Quận chúa, tước phong Tân Dã Quận vương (新野郡王), thụy Điệu Hoài (悼懷).
4. Chu Quỳnh Đán (朱瓊炟; 1412 – 1475), mẹ là Ngô Vương phi, tập tước Đường Hiến vương (唐憲王) từ người anh.

Chu Chi Thành (朱芝城), con trai thứ hai của quận vương Quỳnh Xiển, do thuộc dòng thứ không được tập tước nên xảy ra xích mích với người chú là Đường vương Quỳnh Đán. Minh Anh Tông niệm tình thân thuộc nên không tra cứu, chỉ nhắc nhở khuyên can. Quỳnh Đán nói rằng, Chu Kính trước khi qua đời có để lại hai phần điền trang, và Quỳnh Kinh sẵn sàng tặng một phần cho Chi Thành, xem như bù đắp ổn thỏa.

## Đường vương thế hệ biểu
| Tước hiệu                                  | Họ tên                  | Quan hệ                          | Tại vị                  | Ghi chú |
| ------------------------------------------ | ----------------------- | -------------------------------- | ----------------------- | --- |
| Đường Định vương (唐定王)                  | Chu Kính (朱桱)         | Hoàng tử thứ 23 của Minh Thái Tổ | 1391 – 1415             | Năm Hồng Vũ thứ 24 (1391) phong Vương, năm Vĩnh Lạc thứ 13 (1415) qua đời, hưởng dương 30 tuổi. |
| Đường Tĩnh vương (唐靖王)                  | Chu Quỳnh Kinh (朱瓊烴) | Con trai thứ hai của Chu Kính    | 1423 – 1426             | Năm Vĩnh Lạc thứ 21 (1423) tập phong, qua đời năm Tuyên Đức thứ nhất (1426), hưởng dương 21 tuổi. |
| Đường Hiến vương (唐憲王)                  | Chu Quỳnh Đán (朱瓊炟)  | Con trai thứ tư của Chu Kính     | 1428 – 1475             | Năm Tuyên Đức thứ 3 (1428) tập phong, qua đời vào năm Thành Hoá thứ 11 (1475), thọ 64 tuổi. |
| Đường Trang vương (唐莊王)                 | Chu Chi Chỉ (朱芝址)    | Con trai thứ hai của Quỳnh Đán   | 1477 – 1485             | Năm Thành Hoá thứ 13 (1477) tập phong, qua đời vào năm thứ 21 (1485), thọ 54 tuổi. |
| Đường Thành vương (唐成王)                 | Chu Di Đế (朱彌鍗)      | Con trai trưởng của Chi Chỉ      | 1487 – 1523             | Năm Thành Hoá thứ 23 (1487) tập phong, qua đời vào năm Gia Tĩnh thứ 2 (1523), thọ 64 tuổi, có hai con trai đều chết yểu. |
| Đường Cung vương (唐恭王)                  | Chu Di Kiềm (朱彌鉗)    | Con trai thứ ba của Chi Chỉ      | Truy phong              | Nguyên là Quận vương, do con trai tập tước nên được truy tặng Đường vương. |
| Đường Kính vương (唐敬王)                  | Chu Vũ Ôn (朱宇溫)      | Con trai trưởng của Di Kiềm      | 1525 – 1560             | Năm Gia Tĩnh thứ 4 (1525) tập phong, qua đời năm thứ 39 (1560), thọ 74 tuổi. Nhà Nam Minh truy tôn Huệ đế (惠皇). |
| Đường Thuận vương (唐順王)                 | Chu Trụ Vành (朱宙栐)   | Con trai thứ hai của Vũ Ôn       | 1562 – 1564             | Năm Gia Tĩnh thứ 41 (1562) tập phong, qua đời năm thứ 43 (1564), hưởng dương 27 tuổi. Nhà Nam Minh truy tôn Thuận đế (順皇). |
| Đường Đoan vương (唐端王)                  | Chu Thạc Hoàng (朱碩熿) | Con trai trưởng của Trụ Vành     | 1571 – 1630             | Năm Long Khánh thứ 5 (1569) tập phong, qua đời năm Sùng Trinh thứ 3 (1630), không rõ bao nhiêu tuổi. Nhà Nam Minh truy tôn Đoan đế (端皇). |
| Đường Dụ vương (唐裕王)                    | Chu Khí Thịnh (朱器墭)  | Con trai trưởng của Thạc Hoàng   | Truy phong              | Phong Thế tử năm Vạn Lịch thứ 22 (1594), Thạc Hoàng không thích nhưng bị mẹ phản đối nên cho quản thúc Khí Thịnh ở nơi khác. Bị nghi là do các em đầu độc mà chết, Long Vũ đế Chu Duật Kiện truy tôn cho cha làm Tuyên đế (宣皇)                                |
| Đường vương (唐王) Tương Hoàng đế (襄皇帝) | Chu Duật Kiện (朱聿鍵)  | Con trai trưởng của Khí Thịnh    | 1632 – 1636 1644 – 1645 | Năm Sùng Trinh thứ 5 (1632) tập phong, năm thứ 9 (1636) do mắc lỗi mà bị phế làm thứ nhân. Hoằng Quang đế Chu Do Tung lên ngôi xá tội cho Duật Kiện. Khi Do Tung bị giết thì Duật Kiện kế vị, lấy niên hiệu Long Vũ, nhưng chưa đầy 1 năm thì cũng bị bắt giết. |
| Đường Mẫn vương (唐愍王)                   | Chu Duật Sách (朱聿鏼)  | Con trai thứ hai của Khí Thịnh   | 1636 – 1641             | Năm Sùng Trinh thứ 9 (1636) tập phong, năm thứ 14 (1641) bị Lý Tự Thành giết chết, được Hoằng Quang đế ban thụy. |
| Đường vương (唐王) Thiệu Vũ đế (紹武帝)    | Chu Duật Việt (朱聿𨮁)  | Con trai thứ ba của Khí Thịnh    | 1645 – 1646 1646 – 1647 | Tập phong dưới thời vua anh Duật Kiện, sau khi Duật Kiện bị giết thì kế vị làm vua, tranh ngôi hoàng thống với Vĩnh Lịch đế Chu Do Lang, bị quân Thanh đánh úp, tự tử sau hơn 1 tháng cầm quyền.                                                                |
| Đường vương (唐敬王)                       | Chu Duật Ngạc (朱聿鍔)  | Con trai thứ tư của Khí Thịnh    | 1646 – 1659             | Tập phong sau khi Duật Việt lên ngôi, năm Vĩnh Lịch thứ 13 (1659), quân Thanh bao vây phủ, tự sát mà chết, kết thúc dòng Đường vương. |